# Гостюнин, Игорь Анатольевич
Игорь Анатольевич Гостюнин (род. 26 июня 1986, Кирово-Чепецк, СССР) — российский бодибилдер, абсолютный чемпион мира (2010 г., классический бодибилдинг).

## Биография
Игорь Гостюнин родился в Кирово-Чепецке Кировской области.
В 2003—2008 годах Гостюнин учился в ННГАСУ (Архитектурно-строительный университет). Там он начал заниматься гиревым спортом под руководством Феликса Доленко.
В апреле 2006 года Гостюнин попал под руководство Геннадия Нуждина (Вице-президент федерации бодибилдинга и фитнеса России) и Александра Вишневского (Чемпион мира и Европы).
В 2009 году впервые вышел на сцену в категории классический бодибилдинг на чемпионате Санкт-Петербурга, заняв 1 место в категории и 1 место в абсолютном зачете. 2 неделями позже стал абсолютным чемпионом России.
В 2010 году в статусе 3-кратного абсолютного чемпиона Санкт-Петербурга и России поехал на чемпионат мира в Будапешт (Венгрия), где одержал победу и стал абсолютным чемпионом мира по классическому бодибилдингу, по решению анти-допингового комитета лишен звания чемпиона мира.
В 2012 году стал 2-м на чемпионате Санкт-Петербурга в категории свыше 100 кг, и вошёл в десятку участников Arnold Classic Europe.
В 2013 году Гостюнин стал абсолютным чемпионом Приволжского и Северо-Кавказского Федеральных округов, повторил результат на чемпионате Санкт-Петербурга.
В настоящее время тренируется в атлетическом клубе «Алмаз» под руководством Андрея Прокофьева.
Ведет тематический видеоблог («Мясо по ГОСТу»), посвященный популяризации спорта.
В 2017 году стал 1-м на Чемпионате России по бодибилдингу (Классический бодибилдинг +180 см.)